# Albano Vercellese
Albano Vercellese är en ort och kommun i provinsen Vercelli i regionen Piemonte i Italien. Kommunen hade 321 invånare (2018).